# Disney Channel (Australia y Nueva Zelanda)
Disney Channel fue un canal de televisión por suscripción de origen estadounidense dirigido al público de Australia, Nueva Zelanda y Oceanía. Era propiedad de la rama australiana de The Walt Disney Company y es operado por Disney Channels Worldwide, filial de Walt Disney Direct-to-Consumer & International. Su programación estaba enfocada a niños y jóvenes y no posee propagandas más que las del propio canal.
Debido a la llegada de Disney+ a Oceanía, y al fin de licencias que distribuían la señal en el continente oceánico, el canal finalizó transmisiones en Nueva Zelanda el 30 de noviembre de 2019 en el operador Sky, mientras que en Australia cerro el 1 de marzo de 2020 en Foxtel. Su cese definitivo de emisiones fue el 30 de abril de 2020 en el operador Fetch TV.

## Historia
Disney Channel inicio sus transmisiones en Australia por el operador Optus el 8 de junio de 1996; siendo su primer programa el estreno televisivo de la película Aladdin. Luego el canal fue agregado a Austar el 1 de abril de 2001, a Foxtel el 1 de diciembre de 2001 y TransTV el 21 de enero de 2002. 
La señal fue lanzada en Nueva Zelanda el 24 de diciembre de 2003 por el operador Sky Network Television. 
Debido al lanzamiento de Disney+ y a la expiración de los contratos que distribuían las señales Disney en el continente oceánico, Sky confirmó que Disney Channel y Disney Junior cerrarían en Nueva Zelanda a partir del 30 de noviembre de 2019. 
Foxtel confirmó que los canales dejarían su servicio el 1 de marzo de 2020 y en Fetch TV el 30 de abril de 2020. 
A pesar de los cierres, otros canales propiedad de Disney continúan transmitiéndose como redes de televisión de pago en Oceanía.